# Ђорђе Пушкаш
Ђорђе Александру Пушкаш (рум. George Alexandru Pușcaș, Маргита, 8. април 1996) је румунски професионални фудбалер који игра на позицији нападача у италијанском лигашу Бари и репрезентацију Румуније.

## Играчка каријера

### Клубови
Интер Милано
Пушкаш је дебитовао у Интер 1. фебруара 2015. ушавши у игру у последњим минутима пораза од Сасуола у утакмици која се завршила резултатом 3–1 у 21. колу Серије А у сезони 2014–15. Дана 26. фебруара 2015. године дебитовао је у УЕФА Лиги Европе као замена заменивши аргентинског репрезентативца Родрига Паласија у 89. минуту у победи над Селтиком од 1:0. Пушкаш је 4. априла 2014. одиграо свој први меч као стартер Интер, нерешено 1-1 код куће против Парме, а заменио га је хрватски репрезентативац Матео Ковачић у 46. минуту.
Позајмице
Пушкаш је 4. августа 2015, заједно са својим саиграчем Гастоном Камаром, послат на позајмицу у Серију Б за сезону 2015–16. Дана 9. августа је дебитовао за Бари као замена заменивши Ентонија Партипила у 60. минуту против Фође у утакмици која је завршена поразом од 2:1 у другом колу Купа Италије. Свој први меч у Серији Б одиграо је касније 22. септембра 2015. у поразу у гостима од Кротонеа резултатом од 4-1, почевши утакмицу и играјући до 57 минута, када је замењен. Дана 22. фебруара је одиграо свој први цео меч за Бари, пораз од 1:0 у утакмици у гостима против Виртус Ланцијана. Пушкаш је 1. марта постигао два гола у победи над ФК Тернаном резултатом 4-0. Пушкаш је завршио позајмицу Барију са 18 наступа, 5 голова и 1 асистенцијом.
Пушкаш је 15. јула позајмљен Беневенту из Серије Б на две године. Дана 7. августа је дебитовао у мечу где су били поражени са резултатом од 4–2 после извођења једанаестераца након ремија 0–0 код против Салернитане у другом колу Купа Италије, на тој утакмици је био замењен, а заменио га је Фабио Мацео у 68. минуту. Дана 27. августа је дебитовао у Серији Б за Беневенто као замена, заменивши Фабија Керавола у 71. минуту и постигао свој први гол 8 минута касније у победи домаћина над СПАЛ-ом од 2:0. Дана 20. септембра одиграо је свој први цео меч за Беневенто, нерешено 1–1 код куће против Про Верчелија.  Пушкаш је 19. новембра постигао свој други гол, поново као замена, у 89. минуту у победи над Брешом од 4:0. У јуну 2017. постигао је гол који је запечатио промоцију Беневента у Серију А.
Пушкаш је започео своју другу сезону са Беневентом одигравши 80 минута у поразу од 4-0 против Перуђе у трећем колу Купа Италије.  Пушкаш је 20. августа дебитовао у Серији А за Беневенто у поразу у гостима од Сампдорије резултатом од 2–1. Пушкаш је 3. децембра 2017. постигао свој први гол у Серији А у нерешеном резултату 2-2 код куће против Милана, што је Беневенту донело први поен у прволигашком рангу. У јануару 2018. опозван је од стране Интера, чиме је оставвио Беневенто са укупно 34 наступа и 8 голова.
Пушкаш је 29. јануара 2018. поново послат на позајмицу, овај пут се вратио у Серију Б у Новару.  Дебитовао је за свој нови тим пет дана касније у поразу од Асколија резултатом 2–1, постигавши једини гол свог тима у првом полувремену. Следеће недеље, у свом другом наступу, Пушкаш је постигао свој први хет-трик у каријери и донео својој екипи победу од 3–1 у Читадели.
Палермо
Пушкаш се 8. августа 2018. придружио Палерму и потом потписао четворогодишњи уговор. Пријављено је да је трансфер био вредан 3,25 милиона евра плус бонуси. Дана 3. новембра 2018. уписао је свој први лигашки гол за сицилијански тим голом у 90. минуту победе над Козенцом од 2:1. На крају сезоне, када је Палермо испао у Серију Д, Интер је искористио своју опцију откупа за румунског нападача.
Рединг
Пушкаш је 7. августа 2019. потписао за енглеског лигаша Рединг петогодишњи уговор вредан 7,5 милиона евра плус 2 милиона евра бонуса, чиме је постао најскупљи потпис Рединга у историји. Постигао је свој први гол за Рединг у утакмици ЕФЛ Купа против Викомб Вондерерса 13. августа 2019. године, а такође је постигао један од једанаестераца пошто је Рединг победио у распуцавању.  Дана 18. августа 2019. постигао је два гола на свом дебију у домаћој лиги за Ројалс против Кардиф Ситија. Пушкаш је постигао свој први хет-трик на ЕФЛ шампионату против Виган Атлетика 30. новембра 2019. у победи од 3-1, при чему су сви голови постигнути у размаку од 4 минута и 54 секунде.
Позајмица у Пизи
Пушкаш се 31. јануара 2022. вратио у Италију, придруживши се Пизи на позајмици уз условну обавезу куповине.
Ђенова
Пушкаш је 25. августа 2022. прешао на нову италијанску позајмицу у Ђенову.
На крају сезоне, Ђенова је потписала уговор са Пушкашом за стално. Уговорена накнада за куповину од Рединга била је 1,8 милиона евра.
Пушкаш се 19. јануара 2024. вратио на позајмицу у Бари у Серији Б.

### Репрезентација
Због свог мађарског порекла, Пушкаш је могао да представља Мађарску путем натурализације. Године 2013. тадашњи мађарски селектор Шандор Егервари отишао је да га гледа како игра у румунској другој лиги, али је одустао од њега рекавши да у Мађарској већ има играча његових способности.
Пушкаш је постигао седам голова за Румунију у репрезентацији до 21 године у квалификацијама за Европско првенство 2019, пошто је његова екипа освојила своју групу и напредовала до финалног турнира у Италији. Дана 18. јуна 2019. извео је једанаестерац из којег је постигао свој први погодак у победи над Хрватском резултатом 4–1.  Поново је постигао гол у следећој групној утакмици против Енглеске, надмашивши Јонут Лутуа као најбољи стрелац „Мале тробојнице” (Tricolorii mici.) Пушкаш је затим донео Румунији вођство на полувремену након што је постигао два гола против Немачке у полуфиналу, али је Румунија на крају изгубила меч са 4–2.
Пушкаш је први пут играо утакмицу за сениорску репрезентацију Румуније 23. маја 2018, ушавши у 74. минуту у победи против Чилеа резултатом 3–2.  Дана 17. новембра те године постигао је свој први гол у поразу од Литваније у УЕФА Лиги нација са 3:0.
Ажурирано до утакмице одигране 7. јуна 2024
| Репрезентација | Година | Ута. | Голови |
| -------------- | ------ | ---- | ------ |
| Румунија       |        |      |        |
| 2018           | 4      | 1    |        |
| 2019           | 10     | 5    |        |
| 2020           | 6      | 2    |        |
| 2021           | 6      | 0    |        |
| 2022           | 8      | 2    |        |
| 2023           | 6      | 1    |        |
| 2024           | 2      | 0    |        |
| Укупно         | Укупно | 42   | 11     |

Ажурирано до утакмице игране 18. новембра 2023
Скор и резултати наводе први зброј голова Румуније, колона са скором показује резултат након сваког Пушкашевог гола.
| Бр. | Датум               | Стадион                                      | Ута | Противник           | Скор | Резултат | Такмичење                 |
| --- | ------------------- | -------------------------------------------- | --- | ------------------- | ---- | -------- | ------------------------- |
| 1   | 17. новембар 2018   | Стадион Илие Оана, Плоешти, Румунија         | 3   | Литванија           | 1–0  | 3–0      | Лига нација 2018/19.      |
| 2   | 26. март 2019.      | Стадион Константин Радулеску, Клуж, Румунија | 6   | Фарска Острва       | 4–1  | 4–1      | Квалификације за ЕП 2020. |
| 3   | 10. јун 2019.       | Национални стадион, Та' Кали, Малта          | 8   | Малта               | 1–0  | 4–0      | Квалификације за ЕП 2020. |
| 4   | 10. јун 2019.       | Национални стадион, Та' Кали, Малта          | 8   | Малта               | 2–0  | 4–0      | Квалификације за ЕП 2020. |
| 5   | 8. септембар 2019.  | Стадион Илие Оана, Плоешти, Румунија         | 10  | Малта               | 1–0  | 1–0      | Квалификације за ЕП 2020. |
| 6   | 12. октобар 2019    | Торсвелур, Торсхавн, Фарска Острва           | 11  | Фарска Острва       | 1–0  | 3–0      | Квалификације за ЕП 2020. |
| 7   | 4. септембар 2020.  | Национални стадион, Букурешт, румунија       | 15  | Северна Ирска       | 1–0  | 1–1      | УЕФА Лига нација 2020/21. |
| 8   | 11. новембар 2020.  | Стадион Илие Оана, Плоешти, Румунија         | 20  | Белорусија          | 4–0  | 5–3      | Пријатељска               |
| 9   | 26. септембар 2022. | Стадион Рапид Гулешти, Букурешт, Румунија    | 32  | Босна и Херцеговина | 2–0  | 4–1      | УЕФА Лига нација 2022/23. |
| 10  | 26. септембар 2022. | Стадион Рапид Гулешти, Букурешт, Румунија    | 32  | Босна и Херцеговина | 4–1  | 4–1      | УЕФА Лига нација 2022/23. |
| 11  | 18. новембар 2023.  | Стадион Панчо арена, Фелчут, Мађарска        | 39  | Израел              | 1–1  | 2–1      | Квалификације за ЕП 2024. |

## Успеси

### Играчки
Индивидуално
- Gazeta Sporturilor Румунски играч године, друго место: 2019.
- Европско првенство у фудбалу до 21 године Сребрна копачка: 2019
- Европско првенство у фудбалу до 21 године Тим првенства: 2019